# Великие Калетинцы
Великие Калетинцы (укр. Великі Калетинці) — село в Белогорском районе Хмельницкой области Украины.
Население по переписи 2001 года составляло 349 человек. Почтовый индекс — 30225. Телефонный код — 3841. Занимает площадь 0,123 км².

## Местный совет
30225, Хмельницкая обл., Белогорский р-н, с. Юровка, ул. Ленина, 2